# Amalie von Sachsen (1794–1870)

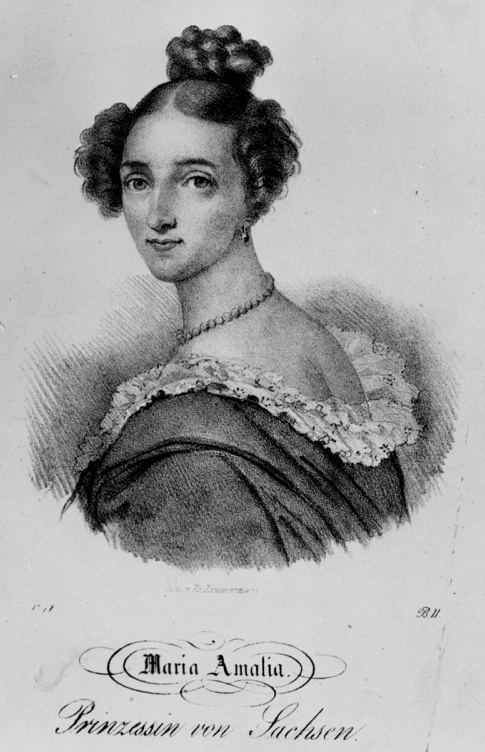
Prinzessin Amalie von Sachsen. Lithografie von Friedrich August Zimmermann

Amalie von Sachsen (* 10. August 1794 in Dresden; † 18. September 1870 in Pillnitz), vollständiger Name Maria Amalia Friederike Augusta Karolina Ludovica Josepha Aloysia Anna Nepomucena Philippina Vincentia Franziska de Paula Franziska de Chantal, war eine Prinzessin von Sachsen. Sie arbeitete unter dem Pseudonym A. Serena als Komponistin von Opern und Kantaten und war eine Schülerin Carl Maria von Webers. Unter dem Pseudonym Amalie Heiter verfasste sie zudem zahlreiche Theaterstücke und „beherrschte [in den 1830er und 1840er Jahren] das Lustspielrepertoire ihrer Zeit“.

## Leben

### Kindheit

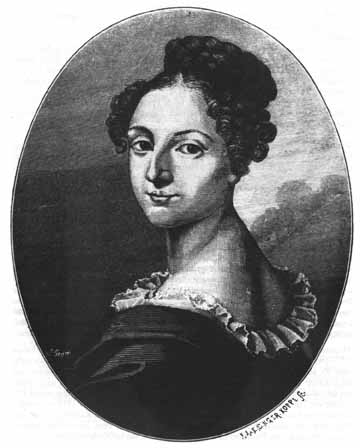
Jugendbildnis der Amalie von Sachsen

Prinzessin Amalie von Sachsen wurde als älteste Tochter des Prinzen Maximilian von Sachsen und der Prinzessin Caroline von Bourbon-Parma in Dresden geboren. Ihr Onkel war zu dem Zeitpunkt als Friedrich August III. Kurfürst von Sachsen und wurde im Jahr 1806 als Friedrich August I. der erste sächsische König. Ihre Brüder Friedrich August und Johann wurden 1836 bzw. 1854 Könige von Sachsen. Amalie und ihre sechs Geschwister waren die ersten Kinder, die in Dresden gegen die Pocken geimpft wurden. Heute noch erinnert ein Pavillon am Pillnitzer Schlossteich an die erfolgreiche Impfung.
Amalies Mutter starb bereits 1804, sodass die Zehnjährige von ihrer Tante Maria Theresia von Sachsen unter strengster Hofetikette erzogen wurde. Während  der Befreiungskriege, in denen Sachsen noch als mit Napoleon verbündet galt, war auch die königliche Familie bedroht. Amalie lebte daher mit ihrem Onkel Anton und ihrer Tante ab 1813 im Exil in Prag. Erst als König Friedrich August I. 1815 nach Sachsen zurückkehren konnte, begab sich auch Prinzessin Amalie wieder nach Dresden.

### Die KomponistinA. Serena

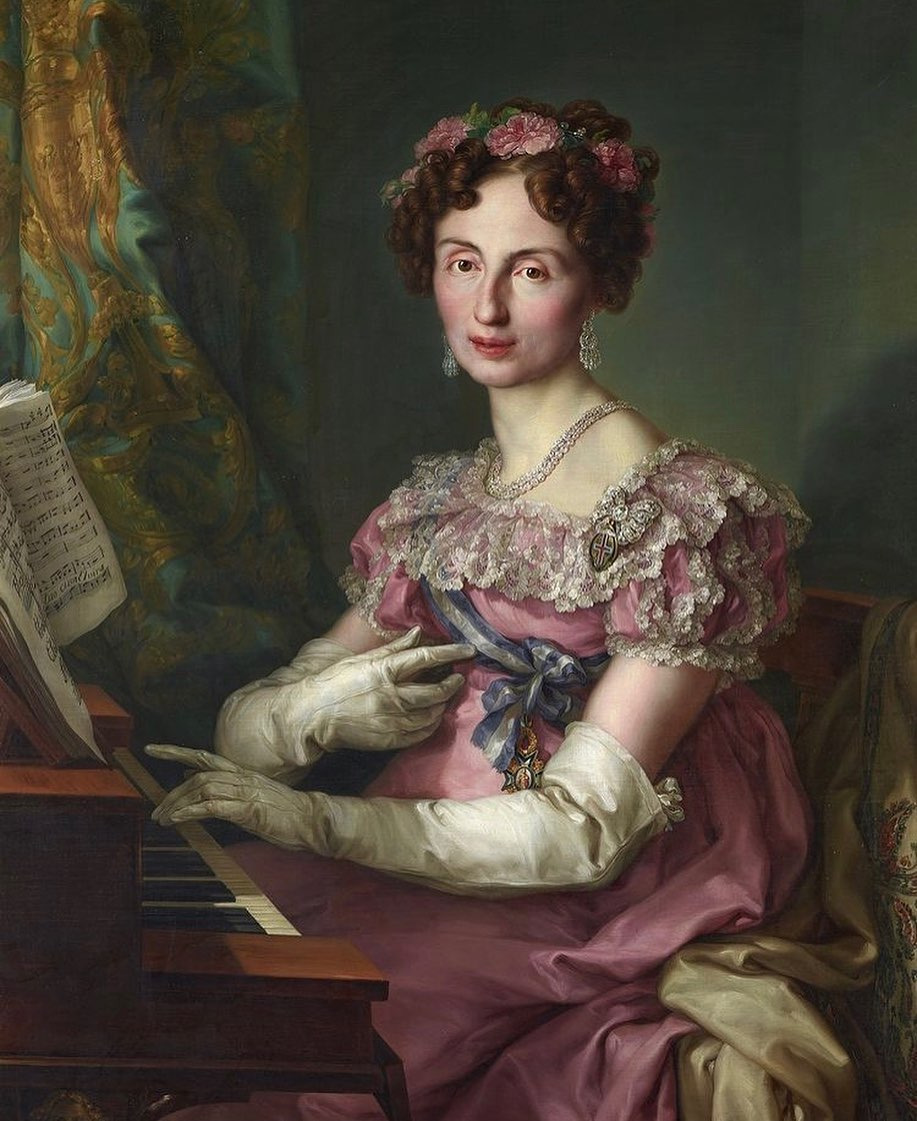
Amalie von Sachsen 1825. Gemälde von Vicente López Portaña

Amalie von Sachsen erhielt eine sehr sorgfältige Erziehung. Sie nahm Musikstunden bei Kapellmeister Joseph Schuster und fing selbst früh an zu komponieren. Mit 16 Jahren schrieb sie ihre erste Oper mit italienischem Libretto, Una Donna, ab 1813 folgten regelmäßig neue Kompositionen von Opern, Kantaten und kleineren Gesangsstücken. Die Uraufführung von Una Donna erfolgte 1816 unter Beteiligung von Musikern der Dresdner Hofkapelle im kleinen Theater an der Brühlschen Terrasse vor Mitgliedern des Königshauses. Amalie hatte das Klavierspiel erlernt und war von Franz Anton Schubert in die Musiktheorie eingeführt worden. Ab 1817 absolvierte sie eine Gesangsausbildung bei den Dresdner Sängern Vincenzo Rastrelli und Johann Aloys Miksch. In den Jahren 1824 und 1825 erhielt Amalie zudem Kompositionsunterricht von Carl Maria von Weber.
Amalie von Sachsen komponierte insgesamt zwölf Opern, zu denen sie auch die italienischen Libretti schrieb und die teilweise unter dem Pseudonym A. Serena veröffentlicht wurden. Des Weiteren komponierte sie Kammermusiken und auch Kirchenmusik, unter der vor allem ein Stabat mater von Sachkennern gerühmt wurde. Ihre Werke wurden bis auf wenige Ausnahmen nicht öffentlich gespielt, sondern kamen in Privatzirkeln der königlichen Familie zur Aufführung. Alle Opern der Prinzessin wurden dabei durch die Dresdner Hofkapelle, das damals europaweit angesehenste Orchester überhaupt, aufgeführt. Häufig diente die Sommerresidenz der Familie auf Schloss Pillnitz als Konzertort.

### Die AutorinAmalie Heiter

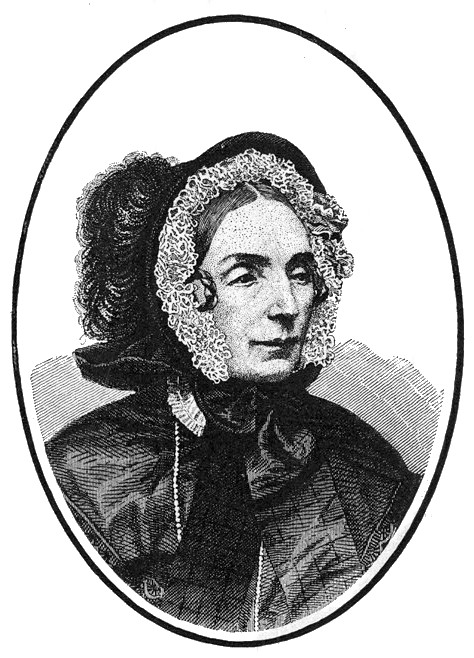
Amalie von Sachsen um 1850

Neben ihrer Liebe zur Musik war Amalie von Sachsen auch literarisch aktiv. Sie schrieb bereits im jugendlichen Alter mehrere Stücke. Im Jahr 1817 wurde ihr erstes Drama Die Abentheurer von Thornburg anonym am Hoftheater in Dresden uraufgeführt und von der Kritik verrissen. König Friedrich August I. sah zudem in der Betätigung als Schriftstellerin einen Bruch der Hofetikette, sodass bis zu seinem Tod keine weiteren Stücke Amalies öffentlich zur Aufführung kamen. Wie ihre Kompositionen wurden auch in den 1820er-Jahren viele dramatische Werke vor der königlichen Familie in Privatvorstellungen aufgeführt, so Der Krönungstag (1823) oder Mesru, König von Bactriana (1824 bzw. 1826), ein Theaterstück nach einem der Märchen aus 1001 Nacht. Die Stücke erschienen zu dem Zeitpunkt bereits unter ihrem Pseudonym A. Heiter bzw. Amalie Heiter.
Nach dem Tod Friedrich August I. 1827 wurde Mesru, König von Bactriana das erste Stück Amalie von Sachsens, das öffentlich am Hoftheater aufgeführt wurde. Im Jahr 1833 sandte sie ihre Komödie Lüge und Wahrheit anonym an das Berliner Hoftheater, wo es erfolgreich aufgeführt wurde und die Autorin über Nacht als Komödienautorin bekannt machte. Zwischen 1834 und 1845 entstanden rund 30 Stücke, die in ganz Deutschland erfolgreich aufgeführt wurden. Zahlreiche ihrer Werke wurden zu Repertoirestücken, die auch nach dem Tod der Autorin noch auf deutschen Bühnen zu erleben waren. Viele ihrer Komödien wurden zudem ins Französische, Ungarische, Russische und Italienische übersetzt, Anna Jameson übertrug sechs Lustspiele Amalie von Sachsens unter dem Sammeltitel Pictures of the Social Life of Germany, as represented in the dramas of the Princess Amelia of Saxony ins Englische. Das Buch erschien in zwei Bänden 1840 in London.

### Alter und Tod
Trotz ihres Erfolgs als Schriftstellerin lebte Amalie von Sachsen äußerst bescheiden. Die Einkünfte ihrer Stücke spendete sie häufig für wohltätige Zwecke, so erschienen ab 1836 viele ihrer Lustspiele in der Reihe Original-Beiträge zur deutschen Schaubühne, deren Erlös dem Frauenverein in Dresden zugutekam. Für den Bau der ersten Semperoper spendete sie 80.000 Taler.
Prinzessin Amalie blieb zeitlebens unverheiratet. Sie lebte zurückgezogen und arbeitete an ihren musikalischen und schriftstellerischen Werken. Sie reiste gerne und hielt sich zeitweise in Italien (unter anderem 1819, 1829), Spanien (1825) und Wien auf. Kontakte zu wichtigen Persönlichkeiten ihrer Zeit waren für sie kaum von Bedeutung, sie stand jedoch mit Karl Gottfried Theodor Winkler in freundschaftlichem Kontakt, der als Theodor Hell literarisch tätig war und der ihre Stücke redigierte.
Im Jahr 1851 erkrankte Prinzessin Amalie am Grauen Star, eine Operation 1853 führte zu einer Erblindung. Bei einer erneuten Operation zwei Jahre später konnte ein Auge wiederhergestellt werden.
Amalie von Sachsen starb 1870 in Pillnitz bei Dresden. Sie wurde als Mitglied der Königsfamilie in der Gruft der Katholischen Hofkirche beigesetzt. Ihr Sarkophag befindet sich in der Großen Gruft an zweiter Stelle der rechten Reihe.

## Bedeutung
Während Amalie von Sachsen vor allem in den 30er und 40er Jahren des 19. Jahrhunderts als eine der beliebtesten Komödienautorinnen Deutschlands galt, wurden ihre Stücke nach ihrem Tod eher als seicht oder überholt bewertet. Der Stil ihrer Werke galt als „zeitgebunden“ und orientierte sich zu Beginn an spätromantischen Werken, ohne jedoch an die Stücke der Romantik selbst heranreichen zu können. Aufführungen ihres Stücks Der Oheim in den Jahren 1871 und 1887 am Dresdner Hoftheater waren erfolglos, sodass Karl Goedeke davon ausging, dass „die Zeit Amalie Heiters dahin“ war.
Amalie von Sachsen zu Ehren ist die Orchideengattung Amalia Rchb. benannt worden.

## Vorfahren
| Ahnentafel von Amalie von Sachsen | Ahnentafel von Amalie von Sachsen                                                                | Ahnentafel von Amalie von Sachsen                                                                | Ahnentafel von Amalie von Sachsen                                                                | Ahnentafel von Amalie von Sachsen                                                                | Ahnentafel von Amalie von Sachsen                                                         | Ahnentafel von Amalie von Sachsen                                                         | Ahnentafel von Amalie von Sachsen                                                                          | Ahnentafel von Amalie von Sachsen                                                                |
| --------------------------------- | ------------------------------------------------------------------------------------------------ | ------------------------------------------------------------------------------------------------ | ------------------------------------------------------------------------------------------------ | ------------------------------------------------------------------------------------------------ | ----------------------------------------------------------------------------------------- | ----------------------------------------------------------------------------------------- | --- | ------------------------------------------------------------------------------------------------ |
| Ururgroßeltern                    | König August II. (1670–1733) ⚭ 1693 Christiane Eberhardine von Brandenburg-Bayreuth (1671–1727)  | Kaiser Joseph I. (1678–1711) ⚭ 1699 Wilhelmine Amalie von Braunschweig-Lüneburg (1673–1742)      | Kurfürst Maximilian II. Emanuel (1662–1726) ⚭ 1695 Therese Kunigunde von Polen (1676–1730)       | Kaiser Joseph I. (1678–1711) ⚭ 1699 Wilhelmine Amalie von Braunschweig-Lüneburg (1673–1742)      | König Philipp V. (1683–1746) ⚭ 1714 Elisabetta Farnese (1692–1766)                        | König Ludwig XV. (1710–1774) ⚭ 1725 Maria Leszczyńska (1703–1768)                         | Herzog Leopold Joseph von Lothringen (1679–1729) ⚭ 1698 Élisabeth Charlotte de Bourbon-Orléans (1676–1744) | Kaiser Karl VI. (1685–1740) ⚭ 1708 Elisabeth Christine von Braunschweig-Wolfenbüttel (1691–1750) |
| Urgroßeltern                      | König August III. (1696–1763) ⚭ 1719 Maria Josepha von Österreich (1699–1757)                    | König August III. (1696–1763) ⚭ 1719 Maria Josepha von Österreich (1699–1757)                    | Kaiser Karl VII. (1697–1745) ⚭ 1722 Maria Amalia von Österreich (1701–1756)                      | Kaiser Karl VII. (1697–1745) ⚭ 1722 Maria Amalia von Österreich (1701–1756)                      | Herzog Philipp von Parma (1720–1765) ⚭ 1738 Marie Louise Élisabeth de Bourbon (1727–1759) | Herzog Philipp von Parma (1720–1765) ⚭ 1738 Marie Louise Élisabeth de Bourbon (1727–1759) | Kaiser Franz I. Stephan (1708–1765) ⚭ 1736 Maria Theresia (1717–1780)                                      | Kaiser Franz I. Stephan (1708–1765) ⚭ 1736 Maria Theresia (1717–1780)                            |
| Großeltern                        | Kurfürst Friedrich Christian von Sachsen (1722–1763) ⚭ 1747 Maria Antonia von Bayern (1724–1780) | Kurfürst Friedrich Christian von Sachsen (1722–1763) ⚭ 1747 Maria Antonia von Bayern (1724–1780) | Kurfürst Friedrich Christian von Sachsen (1722–1763) ⚭ 1747 Maria Antonia von Bayern (1724–1780) | Kurfürst Friedrich Christian von Sachsen (1722–1763) ⚭ 1747 Maria Antonia von Bayern (1724–1780) | Herzog Ferdinand von Bourbon (1751–1802) ⚭ 1769 Maria Amalia von Österreich (1746–1804)   | Herzog Ferdinand von Bourbon (1751–1802) ⚭ 1769 Maria Amalia von Österreich (1746–1804)   | Herzog Ferdinand von Bourbon (1751–1802) ⚭ 1769 Maria Amalia von Österreich (1746–1804)                    | Herzog Ferdinand von Bourbon (1751–1802) ⚭ 1769 Maria Amalia von Österreich (1746–1804)          |
| Eltern                            | Maximilian von Sachsen (1759–1838) ⚭ 1792 Caroline von Bourbon-Parma (1770–1804)                 | Maximilian von Sachsen (1759–1838) ⚭ 1792 Caroline von Bourbon-Parma (1770–1804)                 | Maximilian von Sachsen (1759–1838) ⚭ 1792 Caroline von Bourbon-Parma (1770–1804)                 | Maximilian von Sachsen (1759–1838) ⚭ 1792 Caroline von Bourbon-Parma (1770–1804)                 | Maximilian von Sachsen (1759–1838) ⚭ 1792 Caroline von Bourbon-Parma (1770–1804)          | Maximilian von Sachsen (1759–1838) ⚭ 1792 Caroline von Bourbon-Parma (1770–1804)          | Maximilian von Sachsen (1759–1838) ⚭ 1792 Caroline von Bourbon-Parma (1770–1804)                           | Maximilian von Sachsen (1759–1838) ⚭ 1792 Caroline von Bourbon-Parma (1770–1804)                 |
| Amalie von Sachsen                |                                                                                                  |                                                                                                  |                                                                                                  |                                                                                                  |                                                                                           |                                                                                           | |                                                                                                  |

## Werke

### Dramen
- Die Abentheurer von Thornburg (1817)
- Mesru, König von Bactriana (1828)
- Mesru, König von Bactriana (veränderte, gekürzte Version 1829)
- Der Krönungstag (1829)
- Original-Beiträge zur deutschen Schaubühne 
  - Band I (1836): enthält die Schauspiele Lüge und Wahrheit, Die Braut aus der Residenz und Der Oheim
  - Band II (1837): Die Fürstenbraut, Der Landwirth, Der Verlobungsring
  - Band III (1838): Der Zögling, Vetter Heinrich, Der Unentschlossene
  - Band IV (1839): Der Majoratserbe, Der Pflegevater, Das Fräulein vom Lande
  - Band V (1841): Die Unbelesene, Die Stieftochter, Pflicht und Liebe
  - Band VI (1842): Capitain Firnewald, Die Heimkehr des Sohnes, Folgen einer Gartenbeleuchtung
  - Neue Folge, Band 1 (1841): Der Siegelring, Der alte Herr, Regine

Amalie von Sachsen übersetzte zudem zahlreiche Werke von Eugène Scribe ins Deutsche.

### Kompositionen mit Libretti
Die angegebenen Jahreszahlen beziehen sich auf das Datum der Uraufführung.
- Am Tage unsers guten Vaters (Romanze, unaufgeführt, 1814)
- Una Donna (1816) Libretto: Maximilian von Sachsen
- Le Nozze funeste (1816) Libretto: Maximilian von Sachsen
- Le tre cinture (1817) Libretto: Maximilian von Sachsen
- Il Prigioniero (um 1820)
- L' Americana (um 1820)
- Elvira (1821)
- Elisa ed Ernesto (1823)
- La Fedeltà alla prova (1826)
- Vecchiezza e gioventù (Alter und Jugend; 1828)
- Il Figlio pentito (1831)
- Il Marchesino (1833)
- Die Siegesfahne (Operette, 1834) – Libretto Pauline v. Brochowska, Pseudonym Theophania
- La Casa disabitata (1835)

### Libretti
- Prinz Johann – Hanßens Wissenschaft (1814)
- Prinz Johann – Unser Fritz (1815)
- Prinz Johann – Die beyden Volontairs (1815)
- Prinz Johann – Der Husar (1815)
- Prinz Johann – Der frohe Tag (1815)
- Von Amalie und Anton am 5. May. Lieder (Anton bezeichnet hier ihren Onkel Anton von Sachsen; 1815)
- E. Baron von Miltitz – Der Condottiere (1836)

### Kompositionen
- Der Kanonenschuß (1828) – Libretto von Prinz Johann
- Douze Variations pour le Piano Forte. Composé et dedié a S. A. R. le Prince Antoine de Saxe. par A.
- Streichquartett